# 저스티나 밸런타인
저스티나 밸런타인(Justina Valentine)은 미국의 래퍼, 가수, 모델이다.

## 음반 목록
- Scarlet Letter (2016)
- Favorite Vibe (2019)